# Oma (fiume)
La Oma (in russo Ома?) è un fiume della Russia europea che sfocia nella baia della Čëša (mare di Barents). Scorre nel Circondario Autonomo dei Nenec).
Il fiume ha origine dalla confluenza dei fiumi Chudaja Oma e Čërnaja Oma e scorre principalmente verso nord-ovest in un corso tortuoso lungo la bassa tundra Kaninskaja. Attraversa nel basso corso il circolo polare artico. La foce si trova sulla costa meridionale della baia della Čëša, a est della foce della Vižas e 15 km a ovest della Snopa. La lunghezza del fiume è di 268 km, l'area del bacino è di 5 050 km². Tra i suoi maggiori affluenti: Rubicha (lungo 65 km) e Golaja Viska (67 km). Il più grande insediamento lungo il corso del fiume è il villaggio di Oma.